# Kamenica (Lepoglava)
Kamenica is een plaats in de gemeente Lepoglava in de Kroatische provincie Varaždin. De plaats telt 161 inwoners (2001).